# NGC 1089
NGC 1089 este o galaxie eliptică situată în constelația Eridanul. A fost descoperită în 29 septembrie 1886 de către Lewis A. Swift. Se află la o distanță de 118,03 megaparseci de Pământ.